# Gustina energije
U fizici, gustina energije je količina energije uskladištene u datom sistemu ili regionu prostora po jedinici zapremine. Ponekad se meša sa energijom po jedinici mase koja se pravilno naziva specifična energija ili gravimetrijska gustina energije.
Često se meri samo korisna energija ili energija koja se može izdvojiti, što znači da se nedostupna energija (kao što je energija mase mirovanja) ignoriše. U kosmološkim i drugim opštim relativističkim kontekstima, međutim, razmatrane gustine energije su one koje odgovaraju elementima tenzora energije naprezanja i stoga uključuju energiju mase kao i gustine energije povezane sa pritiskom.
Energija po jedinici zapremine ima iste fizičke jedinice kao pritisak i u mnogim situacijama je sinonimna. Na primer, gustina energije magnetnog polja može se izraziti kao fizički pritisak i ponaša se kao fizički pritisak. Slično, energija potrebna za kompresiju gasa do određene zapremine može se odrediti množenjem razlike između pritiska gasa i spoljašnjeg pritiska promenom zapremine. Gradijent pritiska opisuje potencijal da se izvrši rad na okolini pretvaranjem unutrašnje energije u rad dok se ne postigne ravnoteža.

## Pregled
Postoje različite vrste energije uskladištene u materijalima i potrebna je određena vrsta reakcije da bi se oslobodila svaka vrsta energije. Po redosledu tipične veličine oslobođene energije, ove vrste reakcija su: nuklearne, hemijske, elektrohemijske i električne.
Nuklearne reakcije se odvijaju u zvezdama i nuklearnim elektranama, od kojih obe dobijaju energiju iz energije vezivanja jezgara. Organizmi koriste hemijske reakcije za dobijanje energije iz hrane, a automobili za dobijanje energije iz benzina. Tečni ugljovodonici (goriva kao što su benzin, dizel i kerozin) su danas najgušći način za ekonomično skladištenje i transport hemijske energije u velikim razmerama (1 kg dizel goriva gori sa kiseonikom sadržanim u ≈15 kg vazduha). Elektrohemijske reakcije koristi većina mobilnih uređaja kao što su laptop računari i mobilni telefoni za oslobađanje energije iz baterija.

### Tipovi energetskog sadržaja
Postoji nekoliko različitih vrsta energetskih sadržaja. Jedan je teoretski ukupni termodinamički rad koji se može izvesti iz sistema, na datoj temperaturi i pritisku koje nameće okolina. Ovo se zove eksergija. Druga je teoretska količina električne energije koja se može dobiti iz reaktanata koji su na sobnoj temperaturi i atmosferskom pritisku. Ovo je dato promenom standardne Gibsove slobodne energije. Ali kao izvor toplote ili za upotrebu u toplotnom motoru, relevantna veličina je promena standardne entalpije ili toplote sagorevanja.
Postoje dve vrste toplote sagorevanja:
- Viša vrednost (HHV), ili bruto toplota sagorevanja, uključuje svu toplotu koja se oslobađa dok se proizvodi hlade na sobnu temperaturu i sve prisutne vodene pare se kondenzuju.
- Donja vrednost (LHV), ili neto toplota sagorevanja, ne uključuje toplotu koja bi se mogla osloboditi kondenzacijom vodene pare, i možda ne uključuje toplotu oslobođenu hlađenjem sve do sobne temperature.

Pogodna tabela HHV i LHV nekih goriva može se naći u referencama.

## Literatura
- The Inflationary Universe: The Quest for a New Theory of Cosmic Origins by Alan H. Guth (1998)  0-201-32840-2
- Cosmological Inflation and Large-Scale Structure by Andrew R. Liddle, David H. Lyth (2000)  0-521-57598-2
- Richard Becker, "Electromagnetic Fields and Interactions", Dover Publications Inc., 1964

## Spoljašne veze
- "Fuels of the Future for Cars and Trucks" – Dr. James J. Eberhardt – Energy Efficiency and Renewable Energy, U.S. Department of Energy – 2002 Diesel Engine Emissions Reduction (DEER) Workshop San Diego, California - August 25–29, 2002
- „Heat values of various fuels – World Nuclear Association”. www.world-nuclear.org. Приступљено 4. 11. 2018.
- „Energy and Energy Types – Springer” (PDF). Архивирано из оригинала (PDF) 24. 11. 2023. г. Приступљено 4. 11. 2018.